# Haishan, Raoping
Haishan (kinesiska: 海山) är en köping i sydöstra  Kina. Den ligger i Raoping härad i staden Chaozhou i provinsen Guangdong, omkring 380 kilometer öster om provinshuvudstaden Guangzhou. Antalet invånare är 67 730. Befolkningen består av 34 442 kvinnor och 33 288 män. Barn under 15 år utgör 19,0 %, vuxna 15-64 år 71 %, och äldre över 65 år 8,0 %.